# Моурнинг, Алонзо
Ало́нзо Ха́рдинг Мо́урнинг (англ. Alonzo Harding Mourning, Jr.; родился 8 февраля 1970, Чесапик, штат Виргиния) — бывший американский профессиональный баскетболист, который с июня 2009 года занимает должность вице-президента по программам и развитию игроков в «Майами Хит». Был выбран на драфте НБА 1992 года под общим вторым номером клубом «Шарлотт Хорнетс». Свои лучшие годы провёл в команде «Майами Хит», в составе которой стал чемпионом НБА в 2006 году. Член Зала славы баскетбола с 2014 года.

## Ранние годы
Алонзо Моурнинг родился 8 февраля 1970 года в городе Чесапик (штат Виргиния), учился там же в средней школе Индиан-Ривер, в которой играл за местную баскетбольную команду.

## Карьера игрока
Играл на позиции центрового. Учился в Джорджтаунском университете, в 1992 году был выбран на драфте НБА под 2-м номером командой «Шарлотт Хорнетс». Позже выступал за команды «Майами Хит» и «Нью-Джерси Нетс». Всего в НБА провёл 15 сезонов. В составе «Хит» Моурнинг в 2006 году стал чемпионом НБА. Семь раз принимал участие в матче всех звёзд НБА (1994—1997, 2000—2002). Включался в 1-ю сборную новичков НБА (1993). Один раз включался в 1-ю сборную всех звёзд НБА (1999), а также один раз во 2-ю сборную всех звёзд НБА (2000). Два года подряд становился лучшим игроком обороны НБА (1999—2000), а также включался в 1-ю сборную всех звёзд защиты НБА (1999—2000). Два раза становился лидером регулярного чемпионата НБА по блок-шотам (1999—2000). В 2002 году стал лауреатом приза имени Джеймса Уолтера Кеннеди. В 1988 году стал обладателем приза Нейсмита и приза Gatorade, а также признавался мистером баскетбол США и баскетболистом года среди старшеклассников по версии USA Today. Один раз включался в 1-ю всеамериканскую сборную NCAA (1992), а также один раз — во 2-ю всеамериканскую сборную NCAA (1990). В 1992 году был признан баскетболистом года конференции Big East. За ним в «Хит» закреплён номер 33. Всего за карьеру в НБА сыграл 838 игр, в которых набрал 14 311 очков (в среднем 17,1 за игру), сделал 7137 подборов, 946 передач, 414 перехватов и 2356 блок-шотов.
В 1990 году Моурнинг выиграл в составе сборной США серебряные медали игр доброй воли в Сиэтле. В том же году выиграл в составе сборной США бронзовые медали чемпионата мира по баскетболу в Аргентине, а в 1994 году стал победителем чемпионата мира в Канаде. В 2000 году стал в составе сборной США олимпийским чемпионом летних Олимпийских игр в Сиднее.
Вскоре после выступления за сборную у Моурнинга было диагностировано серьезное заболевание почек. Он пропустил весь сезон 2002-03, поскольку он продолжал бороться с серьезным заболеванием почек. В июле 2003 года Моурнинг подписал четырехлетний контракт с «Нью-Джерси Нетс» в качестве свободного агента. 24 ноября 2003 года сыграв в 12 играх, Моурнинг ушел из НБА из-за осложнений, вызванных болезнью почек. 19 декабря ему сделали успешную пересадку почки. В 2004 году он снова начал тренироваться с «Нью-Джерси Нетс» и попал в состав команды на регулярный сезон в сезоне 2004-05. Сыграв всего в 30 матчах за «Нью-Джерси Нетс», 17 декабря 2004 года «Торонто Рэпторс» продали своего защитника Винса Картера в «Нью-Джерси» в обмен на Моурнинга. Вскоре представители команды «Торонто Рэпторс» заявили, что он не соответствует медицинским показаниям для игры за команду. Моурнинг закончил сезон в составе «Майами Хит», получив вторую зарплату — минимальную для ветеранов. 1 марта 2005 года он повторно подписал контракт с «Майами Хит». Из-за физических ограничений его игровое время сократилось, но он по-прежнему вносил стабильный вклад. 17 июня 2005 года «Майами Хит» снова подписывает контракт с Моурнингом, который продолжает служить запасным центровым, а в самом начале стал основным центровым команды после травмы Шакил О’Нила. После поражения со счетом 2:0 «Майами Хит» выиграла все три домашние игры, благодаря впечатляющей игре Дуэйна Уэйда, а в шестой игре Моурнинг, выйдя со скамейки запасных, набрал восемь очков, шесть подборов и пять блок-шотов, что помогло «Майами Хит» выиграть свой первый чемпионат НБА в истории франшизы.
8 августа 2014 года был избран в Зал славы баскетбола.

## Статистика

### Статистика в НБА
| Сезон                                                                                    | Команда    | Регулярный сезон | Регулярный сезон | Регулярный сезон | Регулярный сезон | Регулярный сезон | Регулярный сезон | Регулярный сезон | Регулярный сезон | Регулярный сезон | Регулярный сезон | Регулярный сезон | Серия плей-офф | Серия плей-офф | Серия плей-офф | Серия плей-офф | Серия плей-офф | Серия плей-офф | Серия плей-офф | Серия плей-офф | Серия плей-офф | Серия плей-офф | Серия плей-офф |
| Сезон                                                                                    | Команда    | GP               | GS               | MPG              | FG%              | 3P%              | FT%              | RPG              | APG              | SPG              | BPG              | PPG              | GP             | GS             | MPG            | FG%            | 3P%            | FT%            | RPG            | APG            | SPG            | BPG            | PPG            |
| ---------------------------------------------------------------------------------------- | ---------- | ---------------- | ---------------- | ---------------- | ---------------- | ---------------- | ---------------- | ---------------- | ---------------- | ---------------- | ---------------- | ---------------- | -------------- | -------------- | -------------- | -------------- | -------------- | -------------- | -------------- | -------------- | -------------- | -------------- | -------------- |
| 1992/93                                                                                  | Шарлотт    | 78               | 78               | 33,9             | 51,1             | 0,0              | 78,1             | 10,3             | 1,0              | 0,3              | 3,5              | 21,0             | 9              | 9              | 40,8           | 48,0           | 0,0            | 77,4           | 9,9            | 1,4            | 0,7            | 3,4            | 23,8           |
| 1993/94                                                                                  | Шарлотт    | 60               | 59               | 33,6             | 50,5             | 0,0              | 76,2             | 10,2             | 1,4              | 0,5              | 3,1              | 21,5             | Не участвовал  | Не участвовал  | Не участвовал  | Не участвовал  | Не участвовал  | Не участвовал  | Не участвовал  | Не участвовал  | Не участвовал  | Не участвовал  | Не участвовал  |
| 1994/95                                                                                  | Шарлотт    | 77               | 77               | 38,2             | 51,9             | 32,4             | 76,1             | 9,9              | 1,4              | 0,6              | 2,9              | 21,3             | 4              | 4              | 43,5           | 42,1           | 50,0           | 83,7           | 13,3           | 2,8            | 0,8            | 3,3            | 22,0           |
| 1995/96                                                                                  | Майами     | 70               | 70               | 38,2             | 52,3             | 30,0             | 68,5             | 10,4             | 2,3              | 1,0              | 2,7              | 23,2             | 3              | 3              | 30,7           | 48,6           | -              | 71,4           | 6,0            | 1,3            | 0,7            | 1,0            | 18,0           |
| 1996/97                                                                                  | Майами     | 66               | 65               | 35,2             | 53,4             | 11,1             | 64,2             | 9,9              | 1,6              | 0,8              | 2,9              | 19,8             | 17             | 17             | 37,1           | 49,1           | 37,5           | 55,5           | 10,2           | 1,1            | 0,6            | 2,7            | 17,8           |
| 1997/98                                                                                  | Майами     | 58               | 56               | 33,4             | 55,1             | -                | 66,5             | 9,6              | 0,9              | 0,7              | 2,2              | 19,2             | 4              | 4              | 34,5           | 51,8           | -              | 65,5           | 8,5            | 1,3            | 0,8            | 2,5            | 19,3           |
| 1998/99                                                                                  | Майами     | 46               | 46               | 38,1             | 51,1             | 0,0              | 65,2             | 11,0             | 1,6              | 0,7              | 3,9              | 20,1             | 5              | 5              | 38,8           | 52,1           | -              | 65,3           | 8,2            | 0,8            | 1,6            | 2,8            | 21,6           |
| 1999/00                                                                                  | Майами     | 79               | 78               | 34,8             | 55,1             | 0,0              | 71,1             | 9,5              | 1,6              | 0,5              | 3,7              | 21,7             | 10             | 10             | 37,6           | 48,4           | 0,0            | 66,7           | 10,0           | 1,4            | 0,2            | 3,3            | 21,6           |
| 2000/01                                                                                  | Майами     | 13               | 3                | 23,5             | 51,8             | 0,0              | 56,4             | 7,8              | 0,9              | 0,3              | 2,4              | 13,6             | 3              | 3              | 30,3           | 48,0           | -              | 57,9           | 5,3            | 1,0            | 0,0            | 1,7            | 11,7           |
| 2001/02                                                                                  | Майами     | 75               | 74               | 32,7             | 51,6             | 33,3             | 65,7             | 8,4              | 1,2              | 0,4              | 2,5              | 15,7             | Не участвовал  | Не участвовал  | Не участвовал  | Не участвовал  | Не участвовал  | Не участвовал  | Не участвовал  | Не участвовал  | Не участвовал  | Не участвовал  | Не участвовал  |
| 2003/04                                                                                  | Нью-Джерси | 12               | 0                | 17,9             | 46,5             | -                | 88,2             | 2,3              | 0,7              | 0,2              | 0,5              | 8,0              | Не участвовал  | Не участвовал  | Не участвовал  | Не участвовал  | Не участвовал  | Не участвовал  | Не участвовал  | Не участвовал  | Не участвовал  | Не участвовал  | Не участвовал  |
| 2004/05                                                                                  | Нью-Джерси | 18               | 14               | 25,4             | 45,3             | -                | 59,3             | 7,1              | 0,8              | 0,3              | 2,3              | 10,4             | Не участвовал  | Не участвовал  | Не участвовал  | Не участвовал  | Не участвовал  | Не участвовал  | Не участвовал  | Не участвовал  | Не участвовал  | Не участвовал  | Не участвовал  |
| 2004/05                                                                                  | Майами     | 19               | 3                | 12,9             | 51,6             | -                | 56,4             | 3,7              | 0,2              | 0,2              | 1,7              | 5,0              | 15             | 2              | 16,9           | 70,5           | -              | 55,8           | 4,8            | 0,3            | 0,3            | 2,2            | 6,1            |
| 2005/06                                                                                  | Майами     | 65               | 20               | 20,0             | 59,7             | 0,0              | 59,4             | 5,5              | 0,2              | 0,2              | 2,7              | 7,8              | 21             | 0              | 10,7           | 70,3           | -              | 66,7           | 2,9            | 0,1            | 0,2            | 1,1            | 3,8            |
| 2006/07                                                                                  | Майами     | 77               | 43               | 20,4             | 56,0             | -                | 60,1             | 4,5              | 0,2              | 0,2              | 2,3              | 8,6              | 4              | 0              | 13,8           | 90,9           | -              | 38,5           | 2,0            | 0,3            | 0,0            | 0,8            | 6,3            |
| 2007/08                                                                                  | Майами     | 25               | 0                | 15,6             | 54,7             | -                | 59,2             | 3,7              | 0,3              | 0,2              | 1,7              | 6,0              | Не участвовал  | Не участвовал  | Не участвовал  | Не участвовал  | Не участвовал  | Не участвовал  | Не участвовал  | Не участвовал  | Не участвовал  | Не участвовал  | Не участвовал  |
|                                                                                          | Всего      | 838              | 686              | 31,0             | 52,7             | 24,7             | 69,2             | 8,5              | 1,1              | 0,5              | 2,8              | 17,1             | 95             | 57             | 27,3           | 51,2           | 36,8           | 64,9           | 7,0            | 0,9            | 0,5            | 2,3            | 13,6           |
| Наведите курсор мыши на аббревиатуры в заголовке таблицы, чтобы прочесть их расшифровку. |            |                  |                  |                  |                  |                  |                  |                  |                  |                  |                  |                  |                |                |                |                |                |                |                |                |                |                |                |